# Ferdinando Stagno Monroy d'Alcontres
Ferdinando Stagno Monroy d'Alcontres, dei principi di Montesalso, di Alcontres e di Palizzi (Tremestieri, 22 giugno 1876 – Messina, 18 agosto 1953), è stato un politico italiano, marchese della Floresta.

## Biografia
Ferdinando Stagno Monroy d'Alcontres fu esponente dell'antica famiglia nobiliare messinese degli Stagno d'Alcontres. Figlio del principe Carlo Stagno Cumbo d'Alcontres, sesto principe di Montesalso, di Alcontres e di Palizzi, marchese della Floresta, di Roccalumera e Soreto, barone di Placapaina e trentottesimo barone di Scuderi, e di Giovanna Monroy di Ventimiglia, figlia di Ferdinando Monroy e Barlotta, quinto principe di Pandolfina, principe di San Giuseppe e pari di Sicilia.
Era fratello minore di Pietro Stagno Monroy d'Alcontres, principe di Palizzi e di Alberto Stagno Monroy d'Alcontres, settimo principe di Montesalso.
Dall'unione con donna Maria Teresa Villadicani dei principi di Mola, marchesa di Condagusta, baronessa di Lando, Pirago e Cartolano (nipote del cardinale Francesco di Paola Villadecani) nacquero le figlie Giovanna, Matilde, Teresa, Emma Stagno d'Alcontres ed Anna Maria, e Carlo Stagno Villadicani d'Alcontres.
È stato cavaliere d'onore e devozione del Sovrano Militare Ordine di Malta; nel 1924 divenne cavaliere dell'ordine Mauriziano; nel 1926 il principe Ferdinando Pio di Borbone-Due Sicile lo insignì dell'insigne e reale ordine di San Gennaro.
Dal 1936 al 1943 fu podestà di Messina.